# Danny Kent
Danny Kent   (Chippenham, 25 de novembre de 1993) és un pilot de motociclisme anglès que va guanyar el Campionat del Món de Moto3 de 2015. En fer-ho va esdevenir el primer anglès a guanyar un mundial de motociclisme (sense comptar el de sidecars) des que Barry Sheene guanyés el de 500cc el 1977 i el primer a guanyar-ne un de petita cilindrada des que Dave Simmonds guanyés el de 125cc el 1969.

## Carrera esportiva

### Al mundial de motociclisme
El 2010 va participar en la Red Bull MotoGP Rookies Cup i hi va acabar en segona posició. També va participar al campionat d'Espanya de velocitat (CEV), on va acabar el vint-i-sisè.
Va debutar en Gran Premi a la categoria de 125cc aquell mateix any, 2010, competint al Gran Premi de Gran Bretanya com a comodí amb una Honda RS125R. Més tard va disputar els cinc darrers Grans Premis del campionat amb l'equip Lambretta Reparto Corse, en substitució d'Isaac Viñales. Aquella primera temporada al mundial no hi aconseguí sumar cap punt.

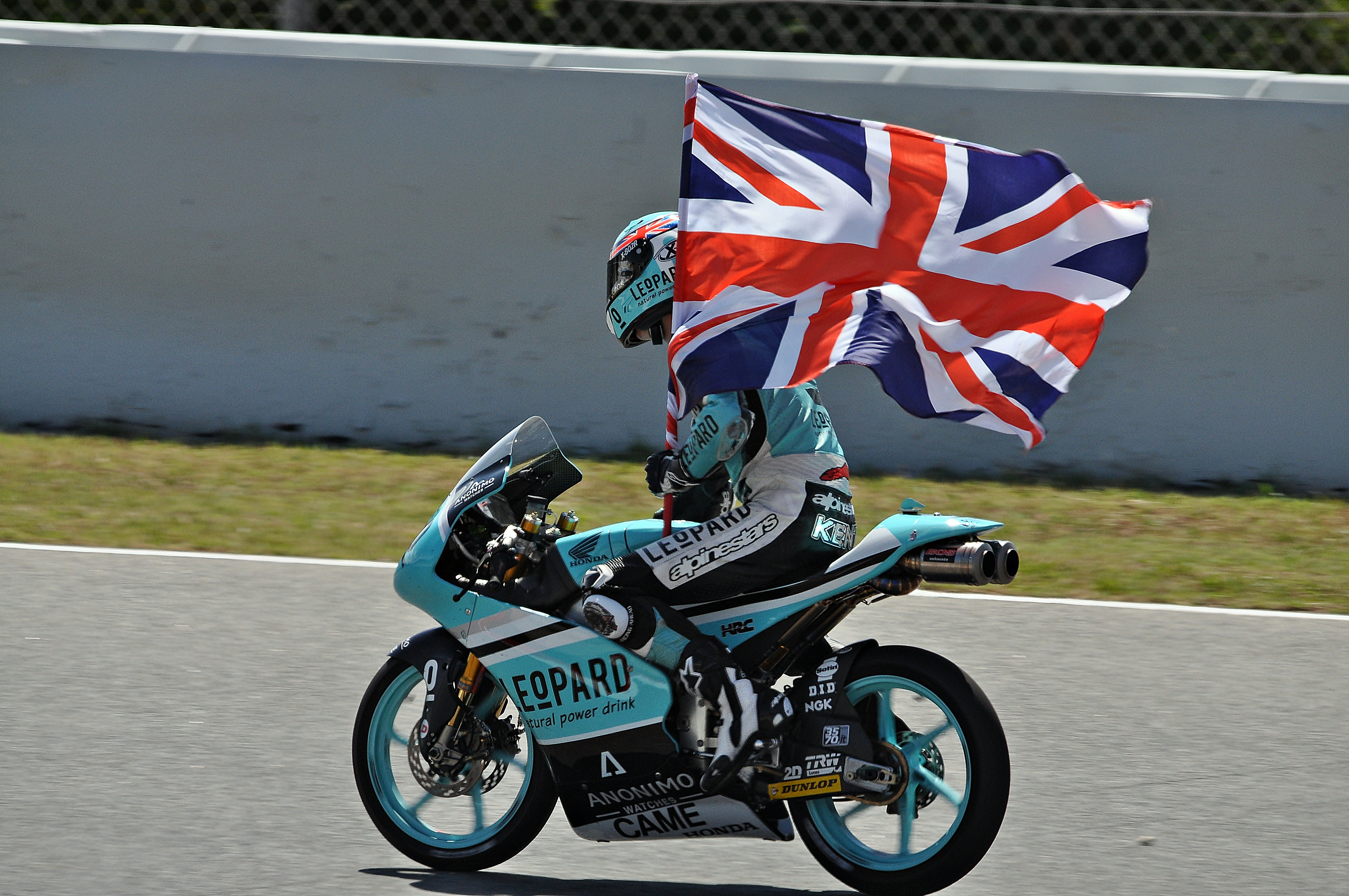
Kent celebrant la victòria a la cursa de Moto3 a Montmeló el 2015

El 2011 va passar a l'equip Red Bull Ajo MotorSport amb una Aprilia RSA 125 com a company d'equip de Jonas Folger. El seu millor resultat aquella temporada va ser un quart lloc al Gran Premi d'Espanya i va acabar el campionat en onzena posició final. El 2012 va romandre al mateix equip, competint, però, a la nova classe de Moto3 -estrenada aquell any en substitució dels 125cc- amb una KTM M32; els seus companys d'equip eren Sandro Cortese i Arthur Sissis. Va obtenir la seva primera victòria al mundial al Gran Premi del Japó i va tornar a guanyar a l'última cursa de la temporada, el Gran Premi de la Comunitat Valenciana. Acabà la temporada en quarta posició.
El 2013 va passar a Moto2, fitxat per l'equip Tech 3 com a company de Louis Rossi. El seu millor resultat van ser dues dotzenes posicions i va acabar la temporada en el lloc vint-i-dosè. Cal dir que aquella temporada es va perdre els Grans Premis del Japó i la Comunitat Valenciana a causa de la fractura de clavícula esquerra que patí als entrenaments del GP del Japó.
El 2014 va tornar a Moto3, ara amb la Husqvarna FR 250 GP; el seu company d'equip era Niklas Ajo. Va obtenir dos tercers llocs i una pole position i va acabar la temporada en vuitè lloc. El 2015 va passar a l'equip Leopard Racing, on disposava d'una Honda NSF250R; els seus companys eren Efrén Vázquez i Hiroki Ono. Va acumular sis victòries (GP de les Amèriques, GP de l'Argentina, GP d'Espanya, GP de Catalunya, GP d'Alemanya i GP de Gran Bretanya), un segon lloc i dos de tercers, de manera que, el 8 de novembre, es va proclamar campió del món de Moto3 a la darrera cursa de la temporada, el GP de la Comunitat Valenciana, després de quedar-hi novè.
El 2016 va romandre a l'equip Leopard i va passar a Moto2 amb una Kalex, amb Miguel Oliveira de company. Va acabar la temporada en el lloc vint-i-dosè.

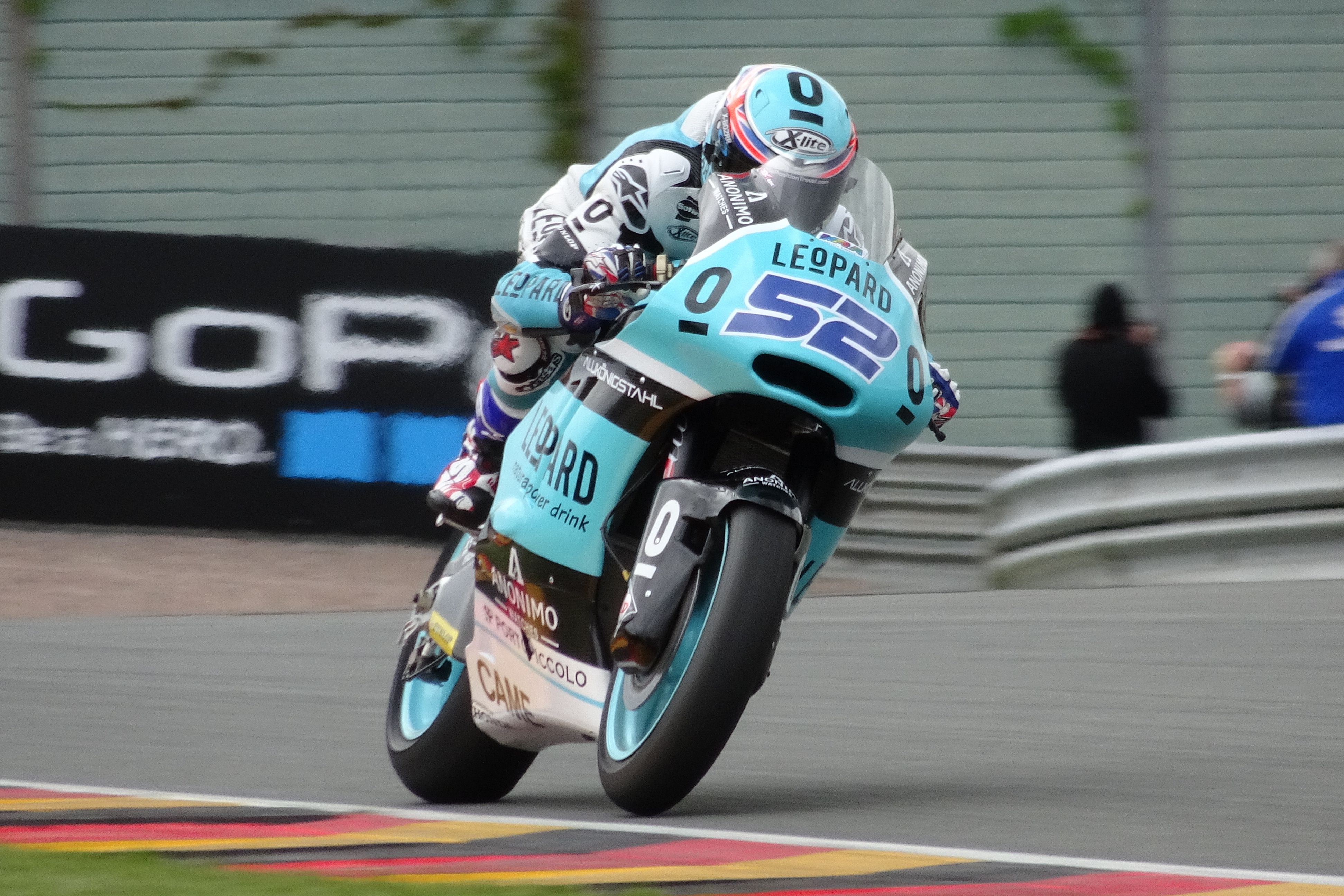
Amb la Kalex de Moto2 a Sachsenring el 2016

El 2017 va començar la temporada amb l'equip Kiefer Racing pilotant una Suter MMX2 al costat de Dominique Aegerter, però abans del Gran Premi d'Espanya va abandonar l'equip per diferències amb els directius. Aleshores arribà a un acord amb l'equip Red Bull KTM Ajo per a fer-hi de pilot de proves a la classe de Moto3. També va participar com a comodí al Gran Premi de França i al Gran Premi d'Itàlia amb la Kalex de Moto2 de l'equip Garage Plus Interwetten, on substituí el lesionat Iker Lecuona. Tornà de nou aleshores a Moto3 per a disputar el Gran Premi d'Alemanya com a substitut del lesionat Niccolò Antonelli amb l'equip per al qual ocupava el paper de pilot de proves. A Moto2 va obtenir un total de tres punts, sis a Moto3, acabant ambdós campionats als llocs trenta-tres i trenta-dos respectivament.
El 2018 va córrer a Moto2 amb l'equip Speed Up com a company de Fabio Quartararo. En va ser acomiadat després del Gran Premi de l'Aragó i el va substituir Edgar Pons. L'octubre del mateix any va disputar l'última ronda del Campionat britànic de Superbike (BSB) a Brands Hatch amb una Suzuki GSX-R1000 del Halsall Racing, amb un dotzè lloc a la tercera cursa com a millor resultat.

### Al BSB
El 2019, Kent va signar un contracte a mitja temporada amb l'equip Bike Devil Sweda MV Agusta per a córrer la segona part del campionat britànic de Superbike. Implicat en una baralla al març, en la qual també hi era present el seu germà, Kent va ser condemnat a l'agost a quatre mesos de presó per tinença il·legal d'arma blanca, condemna que després es va suspendre durant 12 mesos. Poc després va ser expulsat de l'equip de competició i substituït pel seu compatriota James Ellison. Va tancar la temporada amb tres curses disputades sense aconseguir-hi cap punt.
El 2020 va participar al BSB en la classe Superstock 1000 amb l'equip Morello Racing, equipat amb una Kawasaki. Va acabar la temporada en sisena posició, amb quatre podis i una victòria obtinguda a Brands Hatch en l'última cursa de la temporada.
El 2021, Kent va signar com a pilot titular a l'equip Buildbase Hawk Suzuki per al BSB en categoria Superbike. L'1 d'agost, al circuit de Thruxton, va aconseguir el seu primer podi de la categoria en quedar-hi tercer.

## Resultats al Mundial de motociclisme
Barem de puntuació de 1993 ençà:
| Posició | 1  | 2  | 3  | 4  | 5  | 6  | 7 | 8 | 9 | 10 | 11 | 12 | 13 | 14 | 15 |
| Punts   | 25 | 20 | 16 | 13 | 11 | 10 | 9 | 8 | 7 | 6  | 5  | 4  | 3  | 2  | 1  |

(Ids. Grans Premis | Llegenda) (Curses en negreta indiquen pole; curses en  itàlica indiquen volta ràpida)
| Any  | Categoria | Moto      | 1      | 2       | 3       | 4       | 5       | 6       | 7       | 8       | 9       | 10      | 11      | 12     | 13      | 14      | 15      | 16      | 17      | 18    | 19  | Pos | Pts |
| ---- | --------- | --------- | ------ | ------- | ------- | ------- | ------- | ------- | ------- | ------- | ------- | ------- | ------- | ------ | ------- | ------- | ------- | ------- | ------- | ----- | --- | --- | --- |
| 2010 | 125cc     | Honda     | QAT    | ESP     | FRA     | ITA     | GBR Ret | NED     | CAT     | GER     | CZE     | INP     | SM      | ARA    |         |         |         |         |         |       |     | NC  | 0   |
| 2010 | 125cc     | Lambretta |        |         |         |         |         |         |         |         |         |         |         |        | JPN Ret | MAL Ret | AUS 21  | POR NC  | VAL Ret |       |     | NC  | 0   |
| 2011 | 125cc     | Aprilia   | QAT 13 | ESP 4   | POR 15  | FRA 17  | CAT 11  | GBR 10  | NED 6   | ITA 15  | GER 9   | CZE Ret | INP 13  | SM 6   | ARA 6   | JPN 9   | AUS 22  | MAL 10  | VAL 17  |       |     | 11è | 82  |
| 2012 | Moto3     | KTM       | QAT 8  | ESP Ret | POR 8   | FRA Ret | CAT 20  | GBR 6   | NED 3   | GER Ret | ITA 5   | INP 12  | CZE 7   | SM 12  | ARA 4   | JPN 1   | MAL 6   | AUS 5   | VAL 1   |       |     | 4t  | 154 |
| 2013 | Moto2     | Tech 3    | QAT 18 | AME 17  | ESP 26  | FRA 15  | ITA 21  | CAT 13  | NED 19  | GER Ret | INP 22  | CZE 12  | GBR 18  | SM 18  | ARA 15  | MAL 12  | AUS 13  | JPN DNS | VAL     |       |     | 22è | 16  |
| 2014 | Moto3     | Husqvarna | QAT 13 | AME 8   | ARG 9   | ESP 11  | FRA 13  | ITA 15  | CAT 17  | NED 8   | GER 5   | INP 12  | CZE 3   | GBR 9  | SM 12   | ARA 3   | JPN 6   | AUS 20  | MAL 4   | VAL 4 |     | 8è  | 129 |
| 2015 | Moto3     | Honda     | QAT 3  | AME 1   | ARG 1   | ESP 1   | FRA 4   | ITA 2   | CAT 1   | NED 3   | GER 1   | INP 21  | CZE 7   | GBR 1  | SM 6    | ARA Ret | JPN 6   | AUS Ret | MAL 7   | VAL 9 |     | 1r  | 260 |
| 2016 | Moto2     | Kalex     | QAT 6  | ARG 16  | AME Ret | ESP Ret | FRA 19  | ITA 14  | CAT Ret | NED 14  | GER DNS | AUT 12  | CZE 7   | GBR 15 | SM Ret  | ARA 29  | JPN Ret | AUS Ret | MAL 18  | VAL 9 |     | 22è | 35  |
| 2017 | Moto2     | Suter     | QAT 13 | ARG Ret | AME DNS | ESP     |         |         |         |         |         |         | AUT DNS | GBR    | SM      | ARA     | JPN     | AUS     | MAL     | VAL   |     | 33è | 3   |
| 2017 | Moto2     | Kalex     |        |         |         |         |         | ITA Ret | CAT     | NED     |         |         |         |        |         |         |         |         |         |       |     | 33è | 3   |
| 2017 | Moto3     | KTM       |        |         |         |         | FRA 10  |         |         |         | GER Ret | CZE     |         |        |         |         |         |         |         |       |     | 32è | 6   |
| 2018 | Moto2     | Speed Up  | QAT 17 | ARG 12  | AME Ret | ESP Ret | FRA 21  | ITA Ret | CAT 21  | NED Ret | GER Ret | CZE Ret | AUT 12  | GBR C  | SM Ret  | ARA Ret | THA     | JPN     | AUS     | MAL   | VAL | 25è | 8   |